# Algebra över en kropp
En algebra över en kropp är inom matematik en algebraisk struktur, mer specifikt ett vektorrum med en operation som liknar multiplikation.

## Definition
En algebra {\displaystyle A} över en kropp {\displaystyle K} är ett vektorrum {\displaystyle A} där det för varje par av element {\displaystyle x,y\in A} finns en unik produkt {\displaystyle xy\in A} med egenskaperna:
- {\displaystyle x(y+z)=xy+xz\,}
- {\displaystyle (x+y)z=xz+yz\,}
- {\displaystyle \alpha (xy)=(\alpha x)y=x(\alpha y)\,}

för {\displaystyle x,y,z\in A} och {\displaystyle \alpha \in K}.
{\displaystyle A} sägs vara en associativ algebra om
{\displaystyle x(yz)=(xy)z\,}
och en kommutativ algebra eller abelsk algebra om
{\displaystyle xy=yx\,}.
{\displaystyle A} kallas för algebra med neutralt element om det finns ett {\displaystyle e\in A} så att
{\displaystyle ex=xe=x\,}.
Om {\displaystyle A} har ett neutralt element är det unikt. För om man antar att det finns två neutrala element, {\displaystyle e} och {\displaystyle e'}, får man att
- {\displaystyle ee'=e} eftersom {\displaystyle e'} är ett neutralt element.
- {\displaystyle ee'=e'} eftersom {\displaystyle e} är ett neutralt element.

Alltså är {\displaystyle e=e'}.

## Normerad algebra
En associativ algebra {\displaystyle A} kallas för en normerad algebra om den är ett normerat rum som uppfyller
- {\displaystyle \|xy\|\leq \|x\|\|y\|} för alla {\displaystyle x,y\in A}
- {\displaystyle \|e\|=1} om {\displaystyle A} har ett neutralt element {\displaystyle e}.

En normerad algebra kallas för Banachalgebra, uppkallad efter Stefan Banach, om den är fullständig betraktad som ett normerat rum.

## Exempel

### Tredimensionellt euklidiskt rum
Inre produktrummet {\displaystyle \mathbb {R} ^{3}} med kryssprodukten införd är en algebra över kroppen av reella tal.

### Matrisrum
Rummet av alla komplexa (eller reella) kvadratiska matriser med {\displaystyle n} rader är en icke-kommutativ associativ algebra med enhetsmatrisen som neutralt element. Genom att införa en matrisnorm blir algebran en Banachalgebra.

### Funktionsrum
Rummet {\displaystyle C[a,b]} av alla kontinuerliga funktioner på intervallet {\displaystyle [a,b]} är en Banachalgebra med operationen
{\displaystyle (xy)(t)=x(t)y(t)\,} för alla {\displaystyle x(t),y(t)\in C[a,b]}
{\displaystyle C[a,b]} har det neutrala elementet 1 och normen
{\displaystyle \|x\|=\max _{t\in [a,b]}x(t)}.